# Extreme Pinball
Extreme Pinball est un jeu vidéo de flipper de 1995 publié par Electronic Arts pour DOS et PlayStation. C'est le premier jeu développé par Digital Extremes, bien que son fondateur James Schmalz ait déjà créé Solar Winds (en), Silverball et Epic Pinball en 1993. Il est sorti sur le PlayStation Network en 2010.
Toutes les pistes musicales de ce jeu ont été réalisées par Robert A. Allen. 

## Accueil
Extreme Pinball a reçu des critiques généralement négatives. En examinant la version PlayStation, Rich Leadbetter de Maximum a déclaré que « les tables proposées dans Extreme Pinball sont tout simplement trop ennuyeuses. Si vous jetez un coup d'œil aux dernières tables de flipper, vous verrez des jeux très flashy, sous licence, avec des effets spéciaux et des sons échantillonnés... tout ce que vous ne trouverez pas dans Extreme Pinball ». Il a également critiqué les bordures proéminentes de la conversion PAL. Une brève critique parue dans GamePro déclarait : « Ni aussi rapide ni aussi abouti que Last Gladiators (en) sur Saturn, Extreme Pinball rappelle étrangement Ruiner Pinball sur Jaguar ou l'ancien Time Cruise sur TurboGrafx-16. Ce jeu standard n'a pas bénéficié de beaucoup de technologie 32 bits, et il n'en ressort pas beaucoup de plaisir ». 